# Аракелян, Норайр Унанович
Нора́йр Уна́нович Аракеля́н (арм. Նորայր Հունանի Առաքելյան; 17 июля 1936, Меграшен, Артикский район — 28 декабря 2023, Ереван) — армянский и советский научный и общественный деятель.

## Биография
Родился 17 июля 1936 года в селе Меграшен (ныне Армения).
- 1958 — окончил Ереванский государственный университет.
- 1964—1980 — заведующий кафедрой Института математики НАН Армении.
- 1971 — доктор физико-математических наук.
- 1971—1989 — заведующий отделом и заместитель директора Института математики НАН Армении.
- 1974 — член-корреспондент Академии наук Армянской ССР.
- 1989 — профессор.
- 1990 — академик Академии наук Армянской ССР.
- 1989—1991, 1997 — директор института математики НАН Армении.
- 1991—1993 — ректор ЕГУ.
- C 2006 года — академик-секретарь отделения математики, механики и информатики, член президиума Национальной академии наук Армении.

## Награды и премии
- Орден Святого Месропа Маштоца (14 октября 2013) — по случаю 70-летия Национальной академии наук Республики Армения, за выдающиеся заслуги в области науки и образования[4].
- Заслуженный деятель науки Республики Армения (2003).
- Премия Ленинского комсомола (1970) — за цикл исследований по теории функций.